# Émile Mathieu (tonsättare)
Émile Louis Victor Mathieu, född 1844 i Lille, död 1932, var en belgisk tonsättare.

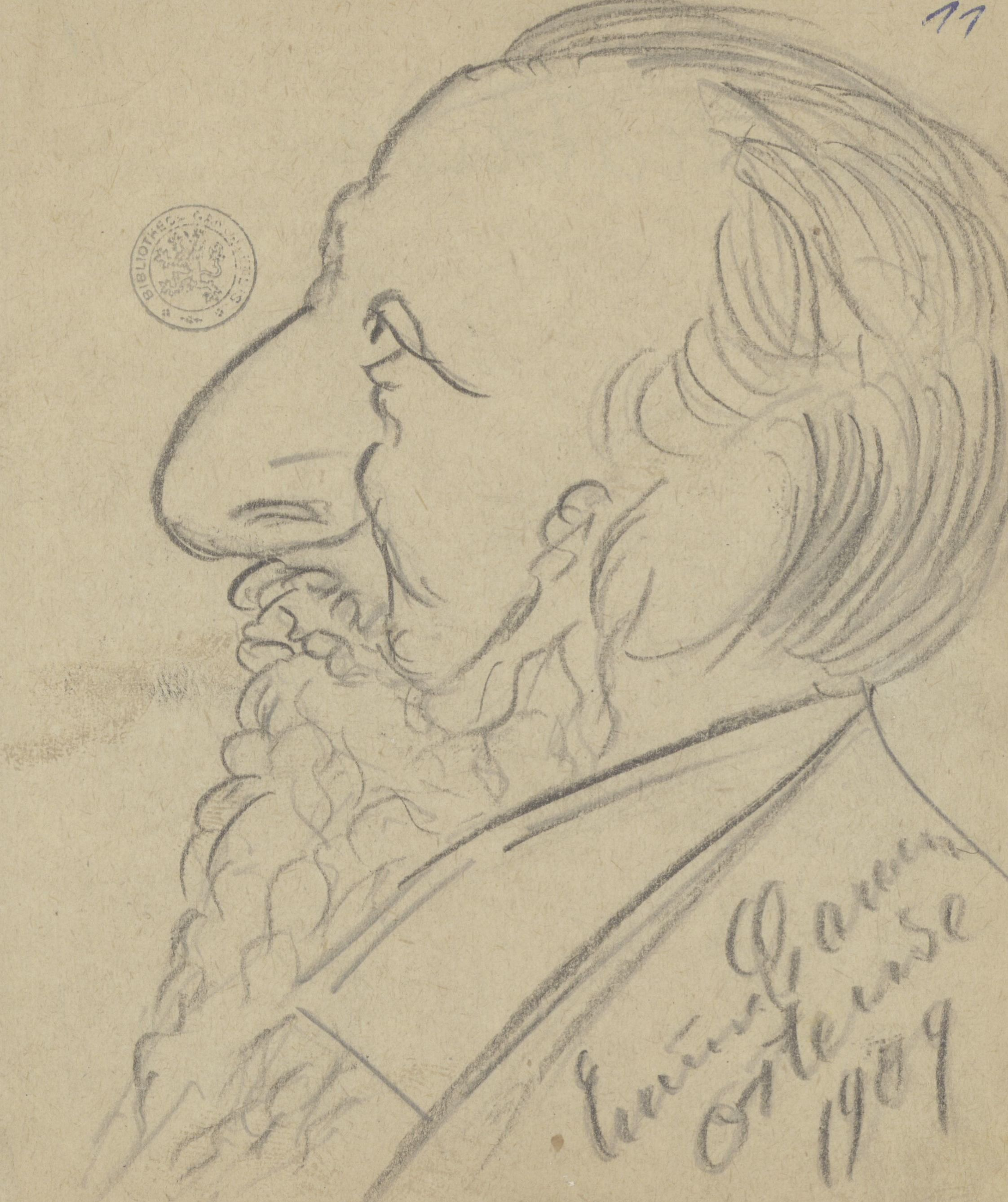
Emile Mathieu drawn by Enrico Caruso, 1909, Ghent University Library

Mathieu utbildades vid konservatoriet i Bryssel, blev direktör för musikskolan i Louvain 1881 och för konservatoriet i Gent 1898. Han komponerade operor, bland annat George Dandin (1876), Richilde (till egen libretto, 1888) och L'enfance de Roland (1895), kantaterna Hoyoux, Freyhir med flera, som sägs röja styrka i det måleriska, den prisbelönta manskören Hymne au soleil, ett Tedeum, sångromanser, en violin- och en pianokonsert, orkesterverk med mera.